# Stade de la Mosson
Stade de la Mosson nogometni je stadion u francuskom gradu Montpellieru. To je domaći stadion nogometnog kluba Montpellier HSC koji nastupa u Ligue 1.
Stadion je bio nadograđivan za potrebe Svjetskog nogometnog prvenstva u Francuskoj 1998. Također, stadion se koristio i za vrijeme održavanja Svjetskog kupa u ragbiju 2007., koji se većinom igrao u Francuskoj.

## Povijest
Stadion je otvoren 1972. te je u vlasništvu grada Montpellierea. Nalazi se u zapadnom dijelu grada, blizu rijeke Mosson, po kojoj je stadion dobio ime. Upravo zbog blizine rijeke, stadion je bio poplavljen 2002. i 2003. kada je voda iz rijeke izašla iz korita. Koliko je velika bila poplava, dokazuje i podatak da su svlačionice bile potpuno poplavljene. Travnjak je bio uništen, te je morao biti zamijenjen novim.
1987. kada se klub domaćin Montpellier HSC plasirao u Ligue 1, kapacitet stadiona povećan je na 23.500 mjesta. Za potrebe Mundijala 1998. godine, kapacitet je dodatno povećan na 35.500 mjesta.
Budući da su se na tom stadionu 2007. odigravale utakmice Svjetskog kupa u ragbiju, instalirana su dva video ekrana na reflektorima.

## Stadion
Adresa stadiona je Avenue Heidelberg, 34 080 Montpellier. Najveća posjećenost na njemu bila je 17. kolovoza 2005. Tada je 31.457 
gledatelja došlo gledati prijateljsku utakmicu između Tricolora i reprezentacije Obale Bjelokosti.

## Odigrane utakmice na stadionu

### Utakmice SP-a 1998.
| 10. lipnja 1998. 21:00  |                             |                          |                                                                                     |
| Maroko                  | 2:2 (produžetci) (Izvješće) | Norveška                 | Stade de la Mosson, Montpellier Gledatelja: 29.800 Sudac: Pirom Anprasert (Tajland) |
| El Hadji 38' Chippo 45' |                             | Hadda 59' a.g. Eggen 60' | Stade de la Mosson, Montpellier Gledatelja: 29.800 Sudac: Pirom Anprasert (Tajland) |

| 12. lipnja 1998. 14:30 |                             |          |                                                                                              |
| Paragvaj               | 0:0 (produžetci) (Izvješće) | Bugarska | Stade de la Mosson, Montpellier Gledatelja: 29.650 Sudac: Rahman Al Zaid (Saudijska Arabija) |
|                        |                             |          | Stade de la Mosson, Montpellier Gledatelja: 29.650 Sudac: Rahman Al Zaid (Saudijska Arabija) |

| 17. lipnja 1998. 21:00      |                             |         |                                                                                      |
| Italija                     | 3:0 (produžetci) (Izvješće) | Kamerun | Stade de la Mosson, Montpellier Gledatelja: 29.800 Sudac: Edward Lennie (Australija) |
| Di Biagio 7' Vieri 75', 89' |                             |         | Stade de la Mosson, Montpellier Gledatelja: 29.800 Sudac: Edward Lennie (Australija) |

| 22. lipnja 1998. 17:30 |                             |       |                                                                                      |
| Kolumbija              | 1:0 (produžetci) (Izvješće) | Tunis | Stade de la Mosson, Montpellier Gledatelja: 29.800 Sudac: Bernd Heynemann (Njemačka) |
| Preciado 83'           |                             |       | Stade de la Mosson, Montpellier Gledatelja: 29.800 Sudac: Bernd Heynemann (Njemačka) |

| 25. lipnja 1998. 21:00     |                             |      |                                                                                        |
| Njemačka                   | 2:0 (produžetci) (Izvješće) | Iran | Stade de la Mosson, Montpellier Gledatelja: 29.800 Sudac: Epifanio González (Paragvaj) |
| Bierhoff 50' Klinsmann 57' |                             |      | Stade de la Mosson, Montpellier Gledatelja: 29.800 Sudac: Epifanio González (Paragvaj) |

| 29. lipnja 1998. 16:30     |                             |               |                                                                                         |
| Njemačka                   | 2:1 (produžetci) (Izvješće) | Meksiko       | Stade de la Mosson, Montpellier Gledatelja: 29.800 Sudac: Vítor Melo Pereira (Portugal) |
| Klinsmann 75' Bierhoff 86' |                             | Hernández 47' | Stade de la Mosson, Montpellier Gledatelja: 29.800 Sudac: Vítor Melo Pereira (Portugal) |

### Prijateljske nogometne utakmice
| 28. veljače 1990.     |     |            |                                                               |
| Francuska             | 2:1 | Njemačka   | Stade de la Mosson, Montpellier Gledatelja: 22.000 Sudac: --- |
| Papin 43' Cantona 82' |     | Möller 37' | Stade de la Mosson, Montpellier Gledatelja: 22.000 Sudac: --- |

| 7. lipnja 1997. |     |             |                                                               |
| Francuska       | 0:1 | Engleska    | Stade de la Mosson, Montpellier Gledatelja: 28.500 Sudac: --- |
|                 |     | Shearer 86' | Stade de la Mosson, Montpellier Gledatelja: 28.500 Sudac: --- |

| 28. svibnja 2004.                    |     |        |                                                               |
| Francuska                            | 4:0 | Andora | Stade de la Mosson, Montpellier Gledatelja: 27.753 Sudac: --- |
| Wiltord 45', 55' Saha 68' Marlet 74' |     |        | Stade de la Mosson, Montpellier Gledatelja: 27.753 Sudac: --- |

| 17. kolovoza 2005.              |     |                  |                                                               |
| Francuska                       | 3:0 | Obala Bjelokosti | Stade de la Mosson, Montpellier Gledatelja: 31.457 Sudac: --- |
| Gallas 28' Zidane 63' Henry 67' |     |                  | Stade de la Mosson, Montpellier Gledatelja: 31.457 Sudac: --- |

| 22. kolovoza 2007.        |     |       |                                                               |
| Brazil                    | 2:0 | Alžir | Stade de la Mosson, Montpellier Gledatelja: 26.392 Sudac: --- |
| Maicon 62' Ronaldinho 81' |     |       | Stade de la Mosson, Montpellier Gledatelja: 26.392 Sudac: --- |

### Utakmice Svj. kupa u ragbiju 2007.
| Utakmica i rezultat    | Datum           |
| ---------------------- | --------------- |
| SAD 15:25 Tonga        | 12. rujna 2007. |
| Samoa 15:19 Tonga      | 16. rujna 2007. |
| Australija 55:12 Fidži | 23. rujna 2007. |
| JAR 64:15 SAD          | 30. rujna 2007. |

## Pristup stadionu
- Tramvaj: linija 1, postaja Mosson
- Autobus: linija 15, stajalište Mosson
- Autocesta: A9, izlaz Montpellier Park West

## Vanjske poveznice
- Arhiv utakmica na FIFA.com  Arhivirana inačica izvorne stranice od 18. ožujka 2015. (Wayback Machine)